# VIDEO GLAY 〜92 LIVE ACT〜
『VIDEO GLAY 〜92 LIVE ACT〜』（ビデオ・グレイ・キュウジュウニ・ライブ・アクト）はGLAYが1992年7月14日に配布したライブビデオ。

## 概要
デモテープ「DANCE VISION」の発売を記念して、ライブチケット購入者先着30名に配布された自主制作VHS。シリアルナンバー入りである。

## 収録曲
1. TWO BELL SILENCE
2. 真昼のロンド
3. JUNK ART
4. MOON GOLD
5. FLOWERS GONE